# Världsmästerskapen i bordtennis 1936
 Världsmästerskapen i bordtennis spelades i Prag under perioden 12-18 mars 1936.

## Medaljörer

### Individuellt
| Disciplin      | Guld                            | Silver                             | Brons                           |
| Herrsingel     | Stanislav Kolář                 | Aloizy Ehrlich                     | Ferenc Soos                     |
| Herrsingel     | Stanislav Kolář                 | Aloizy Ehrlich                     | Richard Bergmann                |
| Damsingel      | Ruth Aarons                     | Astrid Krebsbach                   | Marie Kettnerová                |
| Damsingel      | Ruth Aarons                     | Astrid Krebsbach                   | Marie Smidova                   |
| Herrdubbel     | Robert Blattner James McClure   | Stanislav Kolář Okter Petrisek     | Tibor Hazi Ferenc Soos          |
| Herrdubbel     | Robert Blattner James McClure   | Stanislav Kolář Okter Petrisek     | Karel Fleischner Adolf Slar     |
| Damdubbel      | Marie Kettnerová Marie Smidova  | Vlasta Depterisova Věra Votrubcová | Ruth Aarons Jessie Purves       |
| Damdubbel      | Marie Kettnerová Marie Smidova  | Vlasta Depterisova Věra Votrubcová | Magda Gal Mária Mednyánszky     |
| Mixade dubblar | Miloslav Hamr Gertrude Kleinová | István Kelen Mária Mednyánszky     | Helmut Ullrich Annemarie Schulz |
| Mixade dubblar | Miloslav Hamr Gertrude Kleinová | István Kelen Mária Mednyánszky     | Stanislav Kolář Marie Smidova   |

### Fotnoter
1. ↑  ”World Championships Results”. ITTF Museum. Arkiverad från originalet den 11 maj 2012. https://web.archive.org/web/20120511103023/http://www.ittf.com/museum/results/WorldChresults.html. Läst 7 april 2012.
2. ↑  ”ITTF Statistics”. ittf.com. Arkiverad från originalet den 4 mars 2016. https://web.archive.org/web/20160304065458/http://www.ittf.com/ittf_stats/All_events4.asp?Competition_ID=10. Läst 7 april 2012.